# Casino Royale (film 1954)
Casino Royale – pierwsza ekranizacja powieści Iana Fleminga o początkach kariery Jamesa Bonda, jedna z nielicznych, których nie wyprodukowała wytwórnia EON Productions. Premiera filmu odbyła się 21 października 1954 r. Jest to trzeci odcinek telewizyjnego serialu Climax produkcji USA. W roli Bonda wystąpił Barry Nelson, a w roli Le Chiffre'a Peter Lorre. Film bardzo różni się od kolejnych adaptacji (z 1967 i 2006).

## Fabuła
Le Chiffre, francuski agent, stracił 50 milionów franków, które otrzymał od wywiadu radzieckiego. Tym samym jego życie jest zagrożone – jeśli nie odda pieniędzy, to zginie. Chce wygrać stracone miliony w Casino Royale, lecz przeszkodzi mu w tym James Bond.

## Obsada
- Barry Nelson jako James Bond/Jimmy Bond
- Eugene Borden jako Chef DePartre
- Linda Christian jako Valerie Mathis
- Jean Del Val jako Croupier
- Kurt Katch jako Zoltan
- Peter Lorre jako Le Chiffre
- William Lundigan jako Host
- Michael Pate jako Clarence Leiter
- Gene Roth jako Basil